# Ernst Hasler (Journalist)
Ernst Hasler (* 18. März 1955) ist ein Liechtensteiner Sportjournalist. Er ist Moderator von Sport Talk auf dem privaten Liechtensteiner Fernsehsender 1 FL TV.

## Leben
Ernst Hasler wuchs in Eschen auf. Er spielte als Amateurspieler beim USV Eschen/Mauren, FC Ruggell, FC Triesen und FC Vaduz. In jungen Jahren absolvierte er diverse Trainerdiplome (u. a. UEFA A-Diplom) und war während mehr als zehn Jahren Liechtensteins U18-Trainer. Ab 2014 bekleidete er ein Mandat als Chefscout beim Liechtensteiner Fussballverband (LFV) und war Nachwuchstrainer bei den Junioren-Nationalmannschaften, z. B. bis 2013 der U12.
Hasler war von 1985 bis 2019 Sportjournalist bei der Tageszeitung «Liechtensteiner Vaterland» und nahm als Journalist an 13 Olympischen Sommer- und Winterspielen sowie seit 1982 an jeder Fussball-WM teil. Ausserdem berichtete von zahlreichen Teilnahmen an den Alpinen und Nordischen Ski-Weltmeisterschaften aus aller Welt. Im Dezember 2018 wurde er auch vom LOC in den Ruhestand verabschiedet.
Ab mindestens dem FIFA Ballon d’Or 2010 war Hasler einer von drei Votern für Liechtenstein.